# Acampe ochracea
Acampe ochracea är en orkidéart som först beskrevs av John Lindley och som fick sitt nu gällande namn av Bénédict Pierre Georges Hochreutiner.
Acampe ochracea ingår i släktet Acampe och familjen orkidéer. Inga underarter finns listade i Catalogue of Life.